# Војводство Светог Саве
Војводство Светог Саве (лат. Ducatus Sancti Sabbae) је бивша српска средњовјековна држава, која је постојала од 1448. до 1482. године, када је потпала под турску власт. Највећи просторни опсег је досегла за вријеме владавине Стефана Вукчића Косаче (у. 1466), првог „херцега од Светог Саве”, кога су насљедили синови, потоњи херцези Владислав и Влатко, чланови племићке породице Косача. Захватала је дијелове савремених држава: Босне и Херцеговине, Србије, Хрватске и Црне Горе, укључујући области Хума, Травуније, горњег Подриња и доњег Полимља.
Титула херцега Стефана и његових насљедника је гласила: „херцег од Светог Саве” (лат. Dux Sancti Sabbae), односно „војвода од Светог Саве”, по првом српском архиепископу Светом Сави. Појам херцег (њем. herzog), односно војвода (лат. dux) означавао је у средњовјековној феудалној хијерархији највиши племићки степен до краљевског звања. Из херцешке титуле и општег назива за херцештво (војводство), односно херцеговину (војводину), касније је изведен нови обласни назив „Херцеговина”, који је означавао сва подручја која су се усљед турског освајања Војводства Светог Саве нашла у саставу новостворене покрајине, познате као Херцеговачки санџак (тур. Hersek Sancağı).

## Историја
Као један од најмоћнијих великаша средњовјековне Краљевине Босне, Стефан Вукчић Косача је почевши од 1435. године успео да прошири и обједини области под влашћу породице Косача и тиме постави основу за вођење самосталне политике у односу на босанског краља и сусједне обласне господаре. Стога је 1444. године склопио споразум са напуљским краљем Алфонсом V, примивши вазалне обавезе у замјену за краљеву помоћ против непријатеља, првенствено краља Стефана Томаша Остојића, војводе Иваниша Павловића и Млетачке републике. Истим споразумом, Стефан се обавезао на плаћање данка краљу Алфонсу умјесто турском султану, што је до тада радио.
Како би ојачао свој положај, Стефан Косача је почетком 1448. године ступио под окриље цара Фридриха III Хабзбуршког, од кога је добио царску повељу са потврдом својих посједа. Током исте 1448. године, Стефан се називао херцегом хумским и приморским, а пре априла 1449. године већ је усвојио титулу „херцег (војвода) од Светог Саве”, називајући се такође и „господарем хумским и приморским”, као и „кнезом дринским”.
Титула „војвода од светог Саве” имала је посебан значај, пошто су мошти светог Саве, које су се налазиле у манастиру Милешеви, на истоку херцегове државе, чудотворним сматрали припадници разних хришћанских вјера у региону. Усвајањем поменуте титуле, херцег Стефан је на симболичан начин истакао своје везе са државним традицијама светородне династије Немањића, а такође и са ранијим (1377) проглашењем Стефана Твртка за „краља Срба и Босне”, које је извршено управо у манастиру Милешеви.
Осврнувши се на процесе који су довели до стварања херцегове државе, као посебне политичке јединице у односу на босанску државу, Сима Ћирковић је нагласио:
"Корени појаве Херцеговине су врло дубоки. Они се пружају чак до времена кад су области које доцније чине херцегову земљу биле у оквиру српске државе. Као страно тело оне нису могле да срасту органски са босанском државом".
Херцег Стефан је 1451. године заратио против Дубровачке републике. Он је и раније нападао дубровачке племиће, те је стога од стране дубровачке владе био проглашен за непријатеља. Велика награда од 15.000 дуката, палата у Дубровнику у вриједности од 2.000 дуката и годишњи доходак од 300 дуката, понуђени су сваком ко га убије, уз обећање наследног дубровачког племства. Стефана су ове пријетње озбиљно забринуле, тако да је одустао од даљег ратовања, након чега је дошло до нормализације односа.
У свом најширем просторном опсегу, Војводство Светог Саве је обухватало пространо подручје од неретванске Крајине на западу, преко Хумске земље и Травуније, до горњег Подриња и доњег Полимља на истоку, и горње Зете на југу.
Исправе херцега Стефана и његових синова сведоче да су становништво Војводства Светог Саве чинили Срби и Власи, који се помињу заједно, у херцешким исправама из 1451. и 1454. године, као и у исправи потоњег херцеговачког санџак-бега Ајаза из 1481. или 1482. године.
Током 1463. године, у време турског освајања Краљевине Босне, султанова војска је похарала североисточне области Војводства Светог Саве, али херцег Стефан је по окончању турског похода и султановом одласку успео да поврати власт у похараним областима.
Услед пропасти Краљевине Босне (1463), престале су да постоје и последње формалне везе које су херцегову осамостаљену државу (након 1448. године) на симболичан начин повезивале са босанском круном, чиме је државност Војводства Светог Саве добила на значају, што је потом дошло до изражаја и у односима херцега Стефана и његових наследника са другим хришћанским државама, поготово онима које су биле непосредно укључење у сузбијање даљег турског напредовања.
У намери да сломе херцегову државу, Турци су средином 1465. године, на челу са босанским санџак-бегом Исом Исаковићем, започели са коначним запоседањем херцегових земаља у унутрашњости, почевши од источних и северних области у доњем Полимљу и горњем Подрињу, а потом су извршили продор у средишње и западне области, похаравши Хумску земљу и стигавши све до реке Неретве.
Након турских успеха у унутрашњости, државно подручје Војводство Светог Саве сведено је на приморске области, са седиштем у Херцег-Новом. Нашавши се у тешком положају, херцег Стефан је крајем 1465. и почетком 1466. године покушао да обезбеди подршку млетачког, угарског и напуљског двора, али је недуго потом умро, у мају 1466. године.
Херцега Стефана су наследили синови, херцег Владислав, који је још за очевог живота добио управу у западним областима Војводства Светог Саве, и херцег Влатко, који је наследио оца у преосталим приморским областима на југоистоку државе. Недуго након очеве смрти, херцег Владислав је започео преговоре са напуљским двором у циљу добијања подршке (1466), а потом се ставио у службу Млечана, да би затим пристао уз угарског краља Матију Корвина, добивши поседе у Славонији (1469), док је његов млађи брат, херцег Влатко, наставио да влада у преосталим (приморским) областима, са седиштем у Херцег-Новом.
Запоседнуте крајеве у унутрашњости, Турци су организовали као посебан „Вилајет Херцег” у саставу Босанског санџака, а недуго потом (1470), поменути вилајет је реорганизован као посебан „Санџак Херцег”, односно Херцеговачки санџак.
Од тог времена, постојале су две „Херцеговине”, српска и турска. Прва је обухватала преостале, још увек слободне области Војводства Светог Саве, док је друга обухватала подручја у унутрашњости, која су била у саставу Вилајета Херцег, односно Санџака Херцег.
Херцег Влатко је током 1470. године успео да склопи мир са турским султаном Мехмедом II, након чега му је као турском вазалу враћена управа над недавно отргнутим поседима око Требиња и Поповог поља. Након тога, херцег Влатко је наставио да столује у Херцег-Новом, али је убрзо променио однос према Турцима. Већ крајем 1472. године, ступио је у преговоре са напуљским краљем Фердинандом I, због чега су му Турци наредне године одузели Требиње и Попово поље (1473).
Окренувши се савезу са хришћанским силама, херцег Влатко се 1474. године оженио Маргаретом Марцано, нећаком напуљског краља, на шта су Турци одговорили ратом и нападом на Херцег-Нови, почетком 1475. године. Додатни заплети са Турцима проистекли су из нерешених односа између херцега Влатка и његовог млађег брата Стефана, који се потурчио, узевши име Ахмед. У турској служби, Ахмед-паша Херцеговић (у. 1517) је касније успео да стигне и до положаја великог везира, који је обављао у више наврата.
Херцег Влатко је успео да се одржи у приморским областима још неколико година, али положај његове државе је почео нагло да се погоршава током 1479. године, услед закључења неповољног млетачко-турског мира и пада млетачког Скадра у турске руке, након чега је турска војска запосела и суседну Зету, чији је владар Иван Црнојевић потражио уточиште у Италији. Након (првог) пада Зете под турску власт, херцегова држава је све до обнављања државе Црнојевића средином 1481. године била једина још увек слободна српска област. Током исте 1481. године, положај херцега Влатка почео је нагло да се погоршава, услед намере Турака да запоседну његову државу. Надајући се у страну (угарску и напуљску) помоћ, херцег Влатко је успео да се одржи само до краја 1481. односно почетка 1482. године, када су након пада Херцег-Новог и последњи делови Војводства Светог Саве освојени од стране Турака и прикључени Херцеговачком санџаку, чиме је означен крај постојања ове српске средњовјековне државе.
Последњи херцези и њихови потомци, који су живели у Краљевини Угарској и Млетачкој републици, наставили су да носе наслов „херцега од светог Саве”, све до изумирања породице Косача у 17. веку. Њихова наследна права и почасти признавала је и Дубровачка република, која је насловним херцезима од светог Саве наставила да исплаћује Конавоски доходак, све до 17. века.
За време постојања Војводства Светог Саве, на подручјима под влашћу херцега Стефана и његових наследника подигнуто је или обновљено неколико задужбина, односно православних цркава, које су се налазиле првенствено у источним и средишњим областима државе Косача, у којима је преовладавало православље. У преосталим, претежно западним (хумским) областима, присутно је било и богумилство, док је у појединим приморским областима био присутан и римокатолицизам.

## Наслеђе
Након коначне пропасти ове српске средњовјековне државе (1482), традиције повезане са њеним постојањем и државним називом наставиле су да живе у политичкој свести и културном наслеђу. У млетачкој и хабзбуршкој геополитичкој терминологији, од 16. до 18. века, појам Војводство Светог Саве, односно Херцештво Светог Саве, наставио је да означава области које су у 15. веку припадале држави херцега Стефана и његових синова. Под турском влашћу, те области су биле у саставу Херцеговачког санџака, али су на хришћанској страни и даље често називане старим именом (лат. Ducatus Sancti Sabbae, итал. Ducato di Santo Sabba).
У млетачким и хабзбуршким изворима, првенствено дипломатичким и картографским, а такође и у историографским радовима из тог периода, поменути називи су употребљавани не само у оквиру излагања о некадашњој средњовјековној држави, већ и као хришћанска ознака за турске области у залеђу јужне Далмације. Међу историчарима из тог периода, појам су у својим радовима употребљавали: Јован Музаки (око 1510), Јохан Левенклау (у. 1594), Мавро Орбин (у. 1614), Јаков Лукаревић (у. 1615), Иван Томко Мрнавић (у. 1637), Шарл Дифрен (у. 1688), Данијеле Фарлати (у. 1773), као и многи каснији аутори, укључујући и разне писце из редова дубровачких хроничара, и босанских фрањеваца.
Напомена Мавра Орбина (1601), да су области које је краљ Стефан Твртко I (у. 1391) даровао војводи Влатку Вуковићу Косачи (у. 1392) касније прозване Војводством Светог Саве, навела је поједине хроничаре да током 17. и 18. века уобличе претпоставку о раном оснивању овог војводства, већ у време поменутог краља. На то се потом надовезао и покушај појединих римокатоличких писаца да светосавску одредницу у херцешкој титули објасне путем прећуткивања светог Саве Српског, који је у њиховим теоријама замењен древним светитељем Савом Јерусалимским (у. 532).
Иако такви покушаји фалсификовања историје нису уродили плодом, теорија о наводној вези херцешке титуле са светим Савом Јерусалимским нашла је одјека у делу ненаучне и псеудо-научне публицистике, док теорију о наводном оснивању Војводства Светог Саве од стране краља Твртка промовишу и неки савремени, првенствено хрватски истраживачи.
У раној српској историографији, о држави херцега Стефана и светосавском наслеђу Херцеговине писао је гроф Ђорђе Бранковић (у. 1711) у својим Хроникама, а потом и Јован Рајић (у. 1801) у својој Историји. Међу првим историографским радовима и прилозима који су у целини били посвећени Војводству Светог Саве, налазио се и рад Петра Бартуловића (у. 1815) који је објављен 1796. године у Венецији, под насловом: „Antico Ducato S. Sabba”.
У првом издању свог  чувеног Српског рјечника из 1818. године, Вук Стефановић Караџић је дефинисао историјску и тада још увек неподељену Херцеговину управо путем појма "ducatus S. Sabbae", а исту дефиницију је поновио и у другом издању из 1852. године.
Традиције некадашњег Војводства Светог Саве дошле су до изражаја већ за време Кипарског рата (1570-1573), када је млетачка влада одлучила да Влатка III Косачу, који је био унук бившег херцега Влатка (у. 1489), упути у Котор са задатком да као титуларни херцег од светог Саве допринесе ослобођењу суседних области у залеђу, које су пре успостављања турске власти припадале некадашњем Војводству Светог Саве. Током боравка у домовини својих предака, Влатко се састајао са народним главарима из околних области, а 1572. године је учествовао и у неуспелом млетачком покушају ослобађања Херцег-Новог.
О геополитичком значају појма Војводство Светог Саве сведочи и повеља цара Леополда I из 1688. године, којом је свим хришћанима са подручја „Војводства Светог Саве илити Херцеговине” (лат. Ducatus Sancti Sabae seu Herzegovina) обећана царска заштита и помоћ у заједничкој борби против Турака. Истоветна обећања је поновио и цар Карло VI, који је 1739. године издао посебну заштитну повељу, намењену свим хришћанима са подручја „Херцеговине илити Војводства Светог Саве” (лат. Herczegovinam seu Ducatum S. Sabae). На сличан начин, Војводство Светог Саве (лат. s. Sabae ducatus) је поменуто чак и у були римског папе Леона XIII, којом је 1881. године установљена римокатоличка хијерархија на подручју окупиране Босне и Херцеговине.
Непосредно након Берлинског конгреса (1878), када је подручје историјске Херцеговине Светог Саве подељено на три дела (аустроугарски, црногорски и преостали турски), термин "Херцеговина" је по први пут озваничен у склопу новоствореног назива "Босна и Херцеговина" и то у свом суженом територијалном опсегу, и крњем облику (без светосавске одреднице), чиме је створена савремена "ужа" Херцеговина, наспрам "шире" (историјске) Херцеговине Светог Саве.
Питање о могућем обнављању титуле херцега од светог Саве покренуто је 1898. године у дипломатским круговима, приликом боравка црногорског књаза Николе у Лондону. Тим поводом, Чедомиљ Мијатовић је у својству амбасадора Краљевине Србије у Лондону известио своје саговорнике о историјском и политичком значају поменуте титуле.
Након успостављања комунистичке власти у Југославији и стварања југословенске федералне јединице Босне и Херцеговине (1945), светосавска одредница је постала идеолошки неподобна због свог верског, односно православног и српског карактера, те је стога није било упутно помињати. У званичним уџбеницима историје из времена социјалистичке Југославије, титула херцега Стефана и његових наследника по правилу је помињана тек узгредно, а понекад и непотпуно, уз свођење на помен самог херцешког достојанства, без навођења светосавских одредница. У савременој српској и широј јужнословенској историографији, прошлост ове средњовјековне државе обрађивана је у бројним научним и стручним радовима и прилозима.

## Терминологија
У историографским радовима на српском језику и другим јужнословенским језицима, ова средњовјековна држава се по правилу помиње уз употребу истозначних назива као што су: Војводство Светог Саве, Херцештво Светог Саве, Херцеговина Светог Саве, или Дукат Светог Саве. Такође се употребљава и назив Светосавска Херцеговина.
Поменути појмови на непосредан начин одсликавају старе називе из извора на латинском и италијанском језику (лат. Ducatus Sancti Sabbae, итал. Ducato di Santo Sabba), с тим што се у изворима на страним језицима име светог Саве често писало на више различитих начина (Sabbas, Sabas, Sabba, Saba, Saua, Sava). У радовима на енглеском језику, користе се називи: Duchy of Saint Sava, или Dukedom of Saint Sava. На француском језику назив за ову српску средњовјековну државу гласи: Duché de Saint Sava, док се у немачком језику употребљава назив: Herzogtum des heiligen Sava.

## Владари
1. Стефан Вукчић Косача, 1448—1466
2. Владислав Херцеговић Косача, 1466—1482
3. Влатко Херцеговић Косача, 1466—1482